# Pelanga
Pelanga o Chingarria es un  plato del Altiplano Cundiboyacense (Colombia), compuesto por un picado de jeta (hocico de cerdo o res), guargüero (tráquea), lengua y oreja de res. Su preparación básica es como sigue: Se cocinan las carnes y vísceras aparte, finalmente se unen a un picado de yuca y papa precocidas, al que se le agrega un guiso preparado con cebolla larga, ajo, comino, leche, sal, y achiote(color), y se deja cocinando todo por 10 minutos más.
Generalmente es vendido en las afueras de eventos populares como conciertos, partidos de fútbol y corridas de toros. También  a los viajeros en restaurantes y puestos improvisados (no situados en un establecimiento) a orillas de las carreteras más transitadas.